# Stanley Jackson (scénariste)
Pour les articles homonymes, voir Stanley Jackson et Jackson.
Stanley Jackson, né en 1914 à Winnipeg et mort le 4 juillet 1981 à Toronto, est un scénariste, réalisateur, acteur, producteur, monteur et compositeur canadien.

## Filmographie

### Comme assistant-réalisateur
- 1961 : La Lutte

### Comme scénariste
- 1948 : Le Monde des maîtres (Who Will Teach Your Child?)
- 1950 : Dépression (Feelings of Depression)
- 1953 : Timidité (Shyness)
- 1953 : The Ballot-o-Maniac
- 1954 : Paul Tomkowicz: nettoyeur d'aiguillages (Paul Tomkowicz: Street-railway Switchman)
- 1954 : Drôle de Micmac (One Little Indian)
- 1955 : Au service de l'esprit troublé (To Serve the Mind)
- 1956 : Images du Canada (Introducing Canada)
- 1957 : Portrait d'un alcoolique (Profile of a Problem Drinker)
- 1957 : Looking Beyond: Story of a Film Council
- 1958 : Le Stigmate (Stigma)
- 1958 : The Man Who Wouldn't Talk
- 1958 : Itinéraire canadien (Trans Canada Summer)
- 1959 : Emergency Ward
- 1959 : Les Canadiens (The Canadians)
- 1959 : Feuille qui brise les reins (The Back-breaking Leaf)
- 1960 : Les Maîtres-sondeurs (Roughnecks: The Story of Oil Drillers)
- 1960 : The Cars in Your Life
- 1960 : Le Soleil perdu (commentaire)
- 1961 : University
- 1961 : The Days of Whiskey Gap
- 1963 : Phénomènes atmosphériques (The Origins of Weather)
- 1964 : The Transition
- 1964 : Trail Ride
- 1964 : Legault's Place
- 1964 : Jet Pilot
- 1964 : The Hutterites
- 1964 : Par-delà les nuages (Above the Horizon)
- 1965 : Seconde guerre mondiale - Guerre totale (War II: Total War)
- 1965 : Two Men of Montreal
- 1965 : Instant French
- 1966 : Steeltown
- 1966 : The Long Haul Men
- 1966 : Expédition à l'île de Pâques (Island Observed)
- 1966 : Notre forêt canadienne (The Forest)
- 1967 : L'Indien parle (The Indian Speaks)
- 1967 : Les Jeux de l'amour et de l'oxygène (Charlie's Day)
- 1967 : After Eve
- 1968 : Standing Buffalo
- 1968 : Foresters
- 1970 : Un siècle d'hommes (Of Many People)
- 1971 : La Mer (The Sea)
- 1971 : People of the Seal, Part 2: Eskimo Winter
- 1971 : People of the Seal, Part 1: Eskimo Summer
- 1971 : Death of a Legend (en)
- 1971 : The Conquered Dream
- 1972 : Voici le Canada (Here Is Canada)
- 1973 : Kainai
- 1973 : Child, Part 1: Jamie, Ethan and Marlon: The First Two Months
- 1974 : Alchimie nouvelle (The New Alchemists)
- 1974 : Monsieur Symbole (Mr. Symbol Man)
- 1974 : Le Monde des eaux douces (Freshwater World)
- 1974 : Child, Part 3: Debbie and Robert: 12-24 Months
- 1975 : L'Impôt: les comptes de l'amère loi (Tax: The Outcome of Income)
- 1975 : Jack Rabbit - Le skieur centenaire (Jack Rabbit)
- 1975 : Étrangers ennemis (Enemy Alien)
- 1976 : The Great Clean-up
- 1976 : Premiers pas (First Steps)
- 1977 : Child, Part 4: Kathy and Ian: Three-Year-Olds
- 1978 : John Law and the Mississippi Bubble
- 1978 : Child, Part 5: 4 Years - 6 Years
- 1979 : Souvenirs des prairies (Prairie Album)
- 1979 : A Pinto for the Prince
- 1979 : Canada Vignettes: Helen Law

### Comme réalisateur
- 1944 : The Plots Thicken
- 1948 : Who Will Teach Your Child?
- 1949 : Summer Is for Kids
- 1950 : Feelings of Depression
- 1953 : Shyness
- 1953 : The Ballot-o-Maniac
- 1955 : To Serve the Mind
- 1957 : Profile of a Problem Drinker
- 1957 : Looking Beyond: Story of a Film Council
- 1958 : Stigma
- 1958 : The Quest (court-métrage)
- 1958 : Memory of Summer
- 1958 : A Foreign Language
- 1958 : The Days Before Christmas
- 1959 : Tourist Go Home
- 1961 : University
- 1961 : The Discovery of Insulin
- 1963 : Cornet at Night
- 1964 : Antigonish
- 1964 : Among Fish
- 1970 : Of Many People

### Comme acteur
- 1955 : To Serve the Mind : Narrator (voix)
- 1955 : The Pony (voix)
- 1959 : The Canadians : Narrator (voix)
- 1962 : The Peep Show : Narrator (voix)
- 1962 : My Financial Career : Narrator (voix)
- 1975 : Étrangers ennemis : Narrator (voix)
- 1977 : Child, Part 4: Kathy and Ian: Three-Year-Olds : Narrator (voix)
- 1978 : John Law and the Mississippi Bubble (voix)

### Comme producteur
- 1958 : The Big Game (série TV)
- 1969 : If He Is Devoured, I Win
- 1970 : Tee-Won Short, Episode #3
- 1970 : Tee-Won Short, Episode #2
- 1970 : Tee-Won Short, Episode #1
- 1974 : The Boat That Ian Built
- 1976 : Premiers Pas (First Steps)
- 1977 : The Vacant Lot

### Comme monteur
- 1948 : Who Will Teach Your Child?
- 1975 : Jack Rabbit
- 1997 : No Turning Back

### Comme compositeur
- 1968 : Foresters